# マーク・ヴィドゥカ
マーク・アンソニー・ヴィドゥカ（Mark Anthony Viduka, 1975年10月9日 - ）は、オーストラリア・メルボルン出身の同国代表の元サッカー選手。現役時代のポジションはFWだった。クロアチアとウクライナにルーツを持ち、クロアチア代表のルカ・モドリッチとは親戚にあたる。

## 経歴

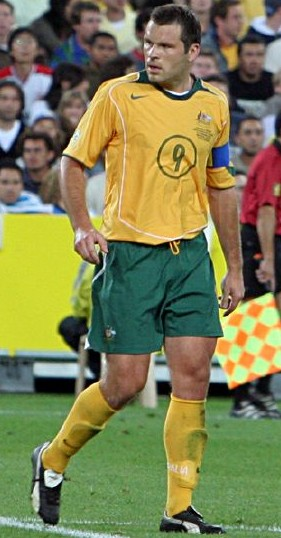
オーストラリア代表でのヴィドゥカ

1994年、地元のクラブチームであるメルボルン・ナイツに入団。翌年には父親の故郷・クロアチアのクロアチア・ザグレブへ移籍。1996-97シーズンには18得点を挙げる活躍を見せた。
1999年にセルティックFCへ移籍し、そのシーズンに25得点を記録し、スコットランドリーグの最優秀選手に選ばれた。この年から5年連続で2桁得点をしている。
2000年、リーズ・ユナイテッドFCへ移籍。同年のオセアニア年間最優秀選手に選ばれた。
2004-05シーズンからはリーズが2部降格したのに伴い、ミドルズブラFCへ移籍した。2006-07シーズンには19得点（リーグ戦14得点、カップ戦5得点）を記録した。
2006年、フース・ヒディンクに率いられオーストラリア代表としてドイツW杯に出場。グループリーグ3試合と決勝トーナメント1試合の全4試合に先発フル出場したものの、長期の怪我明けだったため試合勘が戻らないまま無得点に終わった。
2007年6月7日、ミドルズブラのライバルであるニューカッスル・ユナイテッドFCに移籍した。2年契約で移籍金は発生しない。新監督に就任したサム・アラーダイスが獲得した最初の選手だった。8月11日のボルトン・ワンダラーズFC戦で移籍後初出場し、8月26日の古巣ミドルズブラFC戦で初得点を決めた。9月23日、ウェストハム・ユナイテッドFC戦では2ゴールを決めた。12月23日、ダービー・カウンティFC戦で再び2ゴールを挙げた。怪我による離脱の後、新監督に就任したケビン・キーガンが採用した4-3-3システムでオバフェミ・マルティンスやマイケル・オーウェンとトリオを組み、その新システムのおかげで降格を逃れた。最終節を前にしてアキレス腱を負傷し、半年もの離脱を強いられたが、2008年11月29日のミドルズブラ戦でオバフェミ・マルティンスとの途中交代で復帰し、怪我によりヴィドゥカの選手生活が終わることを心配していたジョー・キニアー新監督を安心させた。12月下旬には鼠径部の負傷で再びピッチを離れたが、ヴィドゥカは現役でプレーすることを強く望んだ。復帰後、フラムFC戦でシーズン唯一の得点を決めたかに思えたが、主審のハワード・ウェブはケヴィン・ノーランが相手GKのマーク・シュワルツァーを妨害したとしてヴィドゥカの得点を認めなかった。2008-09シーズンは18位となり、2部降格が決定した。
契約が切れた後はオーストラリアに戻り、Aリーグで所属先を探したが、2009-10シーズンは無所属で開幕を迎えた。
2010年2月12日、現役引退を発表した。

## 代表歴

### 出場大会
- オーストラリア代表
  - 2006 FIFAワールドカップ

### 試合数
- 国際Aマッチ 42試合 11得点（1994年-2007年）[1]

| オーストラリア代表 | 国際Aマッチ | 国際Aマッチ |
| 年                 | 出場        | 得点        |
| ------------------ | ----------- | ----------- |
| 1994               | 2           | 0           |
| 1995               | 0           | 0           |
| 1996               | 0           | 0           |
| 1997               | 10          | 2           |
| 1998               | 2           | 0           |
| 1999               | 0           | 0           |
| 2000               | 2           | 0           |
| 2001               | 3           | 0           |
| 2002               | 0           | 0           |
| 2003               | 3           | 1           |
| 2004               | 2           | 0           |
| 2005               | 7           | 3           |
| 2006               | 6           | 0           |
| 2007               | 6           | 5           |
| 通算               | 43          | 11          |